# Valérie Crunchant
Valérie Crunchant (* 1978 in Évry) ist eine französische Schauspielerin. 
Crunchants Lehrer an der Schauspielschule des Cours Florent war Francis Huster. Sie spielte mit Francis Huster in den Jahren 1992, 1993 und 1994 im Suite Royale von Francis Huster und im Le Cid von Pierre Corneille. Sie spielte außerdem die Ghislaine in dem Film Toutes ces belles promesses (All die schönen Versprechungen, Jean-Vigo-Preis) von Jean-Paul Civeyrac. Im Jahre 2004 spielte sie die Luise in dem Film Kapitän Ahab von Philippe Ramos. 2005 spielte sie die Cérès in Les félins m’aiment bien von Olivia Rosenthal. Im Jahre 2007 spielte sie die Comtesse in La Fausse Suivante von Marivaux. 

## Filmografie
- 2001: Das Buch (Le livre) – Regie: Magali Negroni
- 2002: A la hache – Regie: Yves Caumon
- 2003: All die schönen Versprechungen (Toutes ces belles promesses) – Regie: Jean-Paul Civeyrac
- 2003: Kapitän Ahab – Regie: Philippe Ramos
- 2005: A travers la forêt – Regie: Jean-Paul Civeyrac
- 2006: Guillaume et les sortilèges – Regie: Pierre Léon